# Episodi di Shin Chan (2011)
Questi sono gli episodi della serie anime Shin Chan mandati originariamente in onda nel 2011. In Italia sono del tutto inediti.
Ogni episodio è diviso in mini-episodi della durata di circa 10 minuti l'uno.

## Episodi
| Nº          | Giapponese 「Kanji」 - Rōmaji | In onda          | In onda |
| Nº          | Giapponese 「Kanji」 - Rōmaji | Giapponese       |         |
| 722         | 「試練のあいちゃんだゾ」 - Shiren no Ai-chan da zo | 14 gennaio 2011  |         |
| 723         | 「スパイって何?だゾ」 - (Spy) Supai ttenani? Da zo | 21 gennaio 2011  |         |
| 724         | 「もえPの誕生日だゾ」 - Moe P no tanjōbi da zo | 28 gennaio 2011  |         |
| 725         | 「おモチつきだゾ」 - O mochi-tsuki da zo「名前をつけるゾ」 - Namaewotsukeru zo | 4 febbraio 2011  |         |
| 726         | 「秘密の部屋はパラダイスだゾ」 - Himitsu no heya wa Paradise (Paradaisu) da zo「きれいな部屋は苦しいゾ」 - Kireina heya wa kurushī zo                                               | 18 febbraio 2011 |         |
| 727         | 「シロとおつかいだゾ」 - Shiro to o tsukai da zo | 25 febbraio 2011 |         |
| 728         | 「ばら組をスパイするゾ」 - Bara-gumi o spy (supai) suru zo「自転車通勤するゾ」 - Jitensha tsūkin suru zo                                                                            | 25 marzo 2011    |         |
| Speciale 66 | 「スパイ一族ノハーラだゾ」 - Spy (Supai) ichizoku Nohāra da zo「スーパースパイミサエだゾ」 - (Super Spy) Sūpā Supai Misae da zo                                                     | 8 aprile 2011    |         |
| Speciale 67 | 「エージェント父ちゃんだゾ」 - Ējento tō-chan da zo「隣のおばさんをお助けするゾ」 - Tonari no obasan o o tasuke suru zo                                                             | 22 aprile 2011   |         |
| 729         | 「きょうだいが欲しいゾ」 - Kyō dai ga hoshī zo「母ちゃんの日記だゾ」 - Kā-chan no nikki da zo                                                                                       | 29 aprile 2011   |         |
| 730         | 「風間くんのパパが帰ってくるゾ」 - Kazama-kun no papa ga kaette kuru zo「妄想するゾ」 - Mōsō suru zo                                                                                | 6 maggio 2011    |         |
| 731         | 「スケバンママだゾ」 - Sukebanmama da zo「読み聞かせだゾ」 - Yomi kika se da zo | 13 maggio 2011   |         |
| 732         | 「花いっぱい大作戦だゾ」 - Gaippai dai sakusen da zo「名刺を作るゾ」 - Meishi o tsukuru zo                                                                                          | 20 maggio 2011   |         |
| 733         | 「大物を釣るゾ」 - Ōmono o tsuru zo「まだまだやってるゾ」 - Madamada yatsu teru zo                                                                                                  | 27 maggio 2011   |         |
| 734         | 「犬の飼い方教えるゾ」 - Ōmono o tsuru zo「お金をひろったゾ」 - Madamada yatsu teru zo                                                                                              | 3 giugno 2011    |         |
| 735         | 「パイレーツオブアリビアンだゾ」 - Pirates of (Pairētsu obu) Aribian da zo「ヒップホップダンスだゾ」 - Hip Hop Dance (Hippu Hoppu Dansu) da zo「小さいオラだゾ」 - Chīsai ora da zo | 10 giugno 2011   |         |
| 736         | 「シロがうらやましいゾ」 - Shiro ga urayamashī zo「先生たちのお買い物だゾ」 - Sensei-tachi no o kaimono da zo「おとまりっていいゾ」 - O tomari tte ī zo                             | 17 giugno 2011   |         |
| 737         | 「地デジになったゾ」 - Ji Deji ni natta zo「フツーの女子高生タイムだゾ」 - Futsū no mesukōsei taimu da zo「みんなでえらぶゾ」 - Min'na de erabu zo                                  | 24 giugno 2011   |         |
| 738         | 「赤ズキンと紫ズキンだゾ（1997年）〈再〉」 - Aka zukin to murasaki zukin dazo (1997-nen) 〈sai〉                                                                                    | 1 luglio 2011    |         |
| 739         | 「ふしぎな指輪だゾ」 - Fushigina yubiwa da zo「ウチではたらく父ちゃんだゾ」 - Uchi de hataraku tō-chan da zo「しっかり仕事して!だゾ」 - Shikkari shigoto shite! Da zo               | 8 luglio 2011    |         |
| 740         | 「王子様のクツだゾ」 - Ōji-sama no kutsu da zo「車でランチだゾ」 - Kuruma de ranchi da zo「王子さま～♡だゾ」 - Ōji-sama - ♡ da zo                                                   | 15 luglio 2011   |         |
| 741         | 「風間くんの夏休みだゾ」 - Kazama-kun no natsuyasumi da zo「ベビーカーにハマッたゾ」 - Baby Car (Bebī Kā) ni hamatta zo                                                             | 22 luglio 2011   |         |
| 742         | 「ガキ大将むさえだゾ」 - Gakitaishō musa e da zo「田舎にとまるゾ」 - Inaka ni tomaru zo                                                                                             | 5 agosto 2011    |         |
| 743         | 「ネネちゃんのシールだゾ」 - Nene-chan no shīru dazo「お宝を探すゾ」 - Otakara o sagasu zo                                                                                          | 12 agosto 2011   |         |
| 744         | 「カスカベ忍者隊だゾ 天の巻」 - Kasukabe ninja-tai da zo ten no maki「カスカベ忍者隊だゾ 地の巻」 - Kasukabe ninja-tai da zo chi no maki                                            | 19 agosto 2011   |         |
| 745         | 「こわ〜いDVDだゾ」 - Kowa - i DVD da zo | 26 agosto 2011   |         |
| 746         | 「古着で遊んじゃうゾ」 - Furugi de ason jau zo「父ちゃんのランチは大変だゾ」 - Tō-chan no ranchi wa taihen da zo                                                                    | 2 settembre 2011 |         |
| 747         | 「オラはプロ野球選手だゾ」 - Ora wa puroyagu senshu da zo「ひまわりを激写だゾ」 - Himawari o gekisha dazo                                                                           | 21 ottobre 2011  |         |
| 748         | 「鑑識しんちゃんだゾ」 - Kanshiki Shin-chan da zo | 28 ottobre 2011  |         |
| 749         | 「たいやき屋さんだゾ」 - Taiyakiya-san da zo「財布を落としたゾ」 - Saifu o otoshita zo                                                                                              | 4 novembre 2011  |         |
| 750         | 「オラの車が吠える時!だゾ」 - Ora no kuruma ga hoeru toki! Da zo | 11 novembre 2011 |         |
| 751         | 「箱の中身は何でしょねだゾ」 - Hako no nakami wa nanidesho ne da zo | 18 novembre 2011 |         |
| 752         | 「自由なあいちゃんだゾ」 - Jiyūna Ai-chan da zo「銀河の危機をお救いするゾ」 - Ginga no kiki o o sukui suru zo                                                                       | 25 novembre 2011 |         |
| 753         | 「ちくわともやしだゾ」 - Chiku wa to moyashi da zo「こだわりのコーヒーショップだゾ」 - Kodawari no Coffee Shop (Kōhī Shoppu) da zo                                                  | 2 dicembre 2011  |         |
| 754         | 「あいちゃんに初体験させるゾ」 - Ai-chan ni shotaiken sa seru zo「上尾先生、なんかヘンだゾ」 - Ageo sensei, nankahen da zo                                                          | 9 dicembre 2011  |         |
| 755         | 「玄関の大そうじだゾ」 - Genkan no ōsōji da zo | 16 dicembre 2011 |         |